# Bereczki Csaba (filmrendező)
Bereczki Csaba (Margitta, 1966. június 4.–) Balázs Béla-díjas magyar filmrendező, forgatókönyvíró, producer.

## Életpályája
1966-ban született Margittán. Nagyváradon nőtt fel, ahol 1984-ben érettségizett. 1984–1986 között Temesváron, építész hallgató. 1987-ben Magyarországra költözött. 1988–1993 között a budapesti Színház- és Filmművészeti Egyetemen filmrendező szakára járt. 1992–1994 között a Francia Köztársaság ösztöndíjasa volt a párizsi FEMIS filmfőiskolán, illetve az Ateliers Varan dokumentumfilm műhelyben. Ezután főleg Párizsban dolgozott 1998-ig rendezőasszisztensként és filmforgalmazóként. 1998–2002 között a Mokép Rt. filmforgalmazó cég vezérigazgatója volt. 2002 óta szabadúszó filmrendező. A Dialóg Filmstúdió dramaturgja, és a Filmenergy Kft. ügyvezető-igazgatója.
Rendezőasszisztensként dolgozott többek között Jean-Paul Rappeneau-val (Cyrano), Marco Ferrerivel ( Ezüst Nitrát, a Mester utolsó filmje...).
Az egész pályáját meghatározó találkozása volt 1996-ban Tony Gatlif, algériai származású francia rendezővel – többek között a Latcho Drom alkotója – akinek munkatársa volt a Gadjo Dilo című filmben. Tony Gatlif-t tekinti igazi mesterének.
Első nagyjátékfilmje a Bolondok Éneke, 2003-ban készül magyar–francia koprodukcióban, a főbb szerepekben Eperjes Károly, Julie Depardieu, Maia Morgenstern, Stéphane Höhn, Kovács Lajos láthatóak. A film világpremierje 2003 őszén a Kanadában, a Montreali Nemzetközi Filmfesztiválon volt. Ezután számos más fesztivál is meghívta: Viareggio, Kairó, Ourense, Los Angeles, Eilat, Cabourg. Magyarországon 2004-ben mutatták be.
A film forgatókönyvét beválogatták az Emergence elnevezésű, Gérard Depardieu és Jack Lang által alapított francia mesterkurzusra, ahol alkalma volt forgatni többek között Fanny Ardantnal forgatni.
2005-ben egy az erdélyi tradicionális népzenét bemutató sorozatba kezdett a Duna Televízió részére, ez volt az Életek éneke. A kilencrészes tv-sorozat mellett, 2008-ra elkészült a film moziváltozata is, amelyet nagy sikerrel vetítettek a hazai mozik. Külföldön elsőn alkalommal a biarritzi fesztiválon mutatták be, ezután megfordult Varsóban, Los Angelesben, Salernóban is. 2006-ban televíziós filmet rendezett a Duna Televízió részére A két Bolyai címmel. 2008-ban dokumentumfilmet forgatott Franciaországban a Tűzorgona címmel. Itthon ugyancsak a Duna Televízió mutatta be. Biarritzban versenyfilmként szerepelt.
2011 óta a Magyar Nemzeti Filmalap nemzetközi igazgatója. Az Európa Tanács filmes koprodukciós szervezetében, az Eurimages-ban, Magyarország képviselője, 2010 óta. 2014-től a szervezet igazgatótanácsának állandó tagja.
2014-ben forgatta a SOUL EXODUS című kreatív dokumentumfilmet, amely egy identitástörténet klezmerzenével elmesélve, öt amerikai születésű, de kelet-európai származású zenész sorsán keresztül. A filmet 2016 decemberében mutatták be a magyar mozikban. 2017 márciusában, a 2. Magyar Filmdíj-gálán, az alkotás elnyerte a Legjobb Dokumentumfilm díját. Külföldön Krakkóban, Kolozsvárott (TIFF Nk. Fesztivál), Nagyszebenben került bemutatásra többek között.
Jelenleg három további filmterven dolgozik, amelyek európai koprodukciók lesznek.

## Filmjei

### Rendezőként
- Egy iker sóhaja (1992, dokumentumfilm, Párizs)
- Emlékeim egy házról (1994 dokumentumfilm, Párizs)
- Nem halt meg (rövidfilm, 1999, Párizs)
- Bolondok Éneke (2003, játékfilm)
- Életek Éneke (2006–2008, tv-sorozat, illetve mozifilm)
- A két Bolyai (2006, tévéfilm)
- Tűzorgona (2008, dokumentumfilm)
- The Fallen Faithful, 2010, játékfilm; IMDb
- Kondorostól a világhírig – Kepenyes Pál (2013, dokumentumfilm-sorozat)
- Soul Exodus, 2016, dokumentumfilm. ( 2. Magyar Filmdíj-gála. Legjobb Dokumentumfilm díja, 2017-ben)

### Producerként
- Kisvilma (2000, r: Mészáros Márta)
- Anarchisták (2001, r: Tóth Tamás)
- Hukkle (2002, r: Pálfi György)
- Bolondok Éneke (2003)
- Életek Éneke (2006–2008)
- Soul Exodus (2016) executive producer.

## Díjai
- Balázs Béla-díj (2024)[1]
- Művészetek és Irodalom Lovagrendje, Franciaország (2022)[forrás?]
- Év Legjobb Dokumentumfilmje (Soul Exodus), Magyar Filmdíj gála (2017)[forrás?]